# Schmidtiana heyrovskyi
Schmidtiana heyrovskyi es una especie de escarabajo longicornio del género Schmidtiana. Fue descrita científicamente por Podaný en 1968.
Se distribuye por Indonesia (Sumatra). Mide 41 milímetros de longitud.